# Penya del Moro (Collserola)
|  | No s'ha de confondre amb Penya del Moro (Begues). |

La penya del Moro és un turó de 275 m d'altitud de la serra de Collserola (dins del límit del parc de Collserola) situat al municipi de Sant Just Desvern, al confí de Sant Feliu de Llobregat (comarca del Baix Llobregat), amb jaciments d'un poblat ibèric i d'una fortificació medieval, inclosos a l'Inventari del Patrimoni Arqueològic i Paleontològic de Catalunya. Antigament es coneixia com a Puig Castellar.

## El turó
El turó de la penya del Moro està situat a l'extrem oest de la serra de Collserola en un terreny anomenat bosc del Ginestar. Està format bàsicament per pissarres silúriques. La penya té pendents prou accentuats; només per la banda est —on s'uneix amb el turó alt d'en Solanes— és menys escarpada. A les parts baixes del turó (a prop de la masia de Can Solanes), s'hi troben antigues plantacions de garrofers, oliveres i ametllers, a les parts altes vegetació de garriga. Des del cim, es pot abastar amb la vista tota la plana del Baix Llobregat fins a la desembocadura del riu Llobregat.
Es pot arribar a la penya del Moro des del barri santjustenc de Bell Soleig o des de l'ermita santfeliuenca de la Salut.

## El poblat ibèric

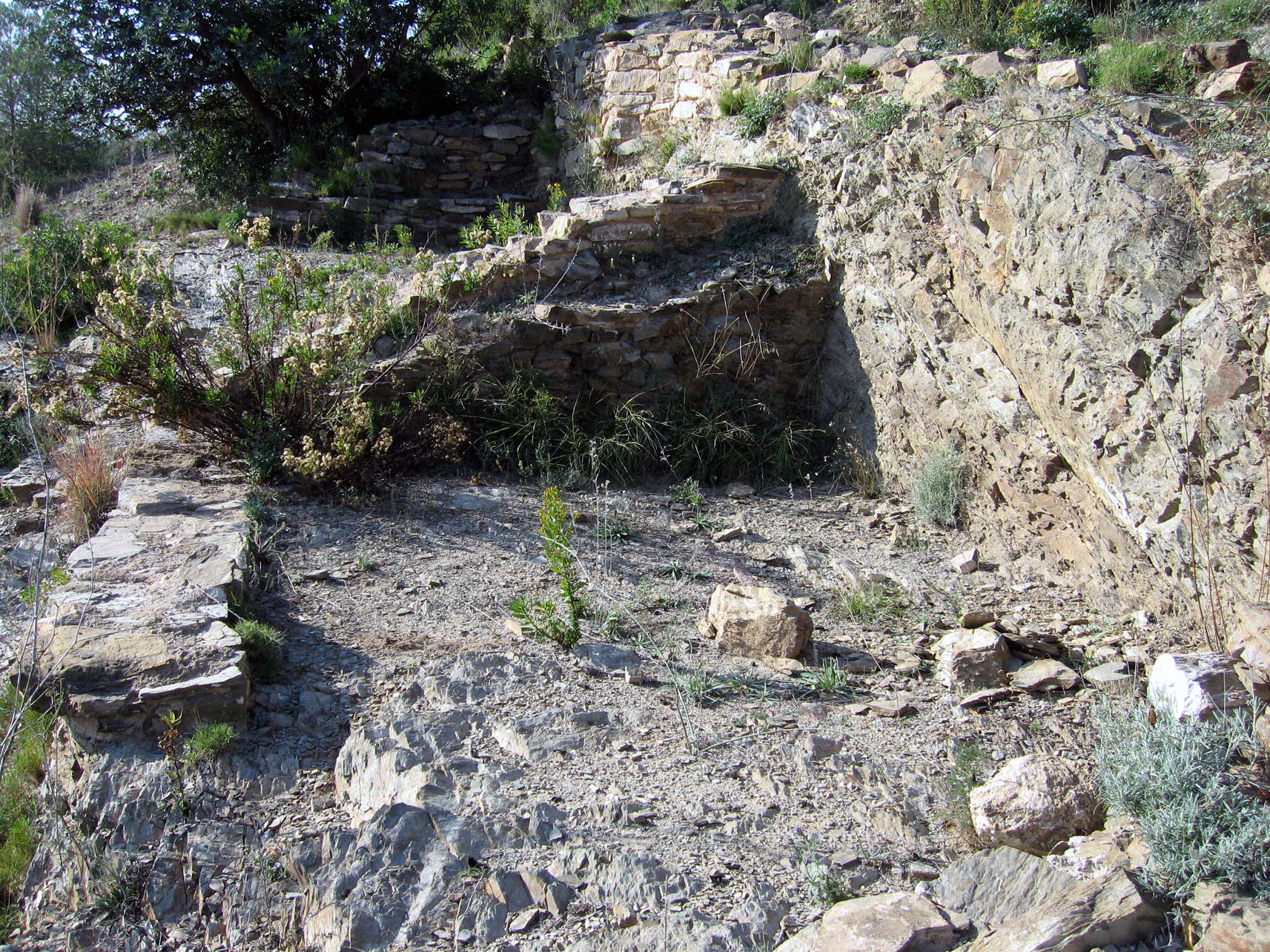
Muralles de dues cases ibèriques

A partir de la final de l'edat del bronze (800–700 aC) la població ibèrica del Baix Llobregat, que pertanyia a la tribu dels laietans, s'anà agrupant en petits poblats, un dels quals esdevé el poblat de la penya del Moro. Es tractava d'un poblat de segona categoria (és a dir, de dimensió mitjana), probablement dependent del poblat de primera categoria del Montjuïc. Va ser part d'una xarxa de poblats amb contacte visual: penya del Moro ↔ puig Madrona ↔ turó de Ca n'Oliver.
El poblat, que és un dels assentaments humans més antics trobats a Collserola, presenta dues fases d'habitatge. La primera correspon al segle vi aC i la segona al segle v aC fins als segle vi aC. Entre aquestes dues fases va haver-hi una fase d'abandó d'una cinquantena d'anys.

### Les cases
Les cases del poblat s'arrengleren al vessant assolellat del turó en terrasses artificials seguint el pendent natural del terreny i estan dividides en dues files per un carreró. Són de base rectangular amb un sol àmbit i probablement (en part) eren de dues plantes. Les parets són de pedra llicorella i els paviments de fang trepitjat. Les habitacions tenien al centre una llar de foc.
Al punt més elevat del turó, hi havia una torre de guaita que després va ser substituïda per una torre medieval.

### Les troballes arqueològiques
Les primeres excavacions arqueològiques es van iniciar l'any 1972 i es van continuar fins a l'any 2002. En aquest període es van trobar restes d'àmfores, de ceràmica àtica, coríntia, jònica, fenícia i massaliota, així com peces d'un collaret d'origen púnic. A més, es van trobar vestigis d'un ritus de fundació que consistia a col·locar el cap i les potes d'un cabrit a sota del paviment dels habitatges.
La peça més important trobada al jaciment és una plaqueta de plom del segle iv aC de només 28 × 40 mm d'ample i 1,5 mm de gruix, amb inscripcions d'escriptura ibèrica a les dues cares, que es conserva al Museu d'Arqueologia de Catalunya a Barcelona. El text de 34 signes està escrit d'esquerra a dreta, sense senyals de separació de paraules i es va fer amb un punxó finíssim. Pel que sembla, la plaqueta va ser retallada després d'haver-hi gravat la inscripció, possiblement perquè ja havia acomplert la seva funció i calia reaprofitar-ne el material. La lectura de les inscripcions és:
- Cara u:
  - tinbasteeroke
  - bartastoloriltursu
- Cara dos:
  - tortonbalarbiteroka

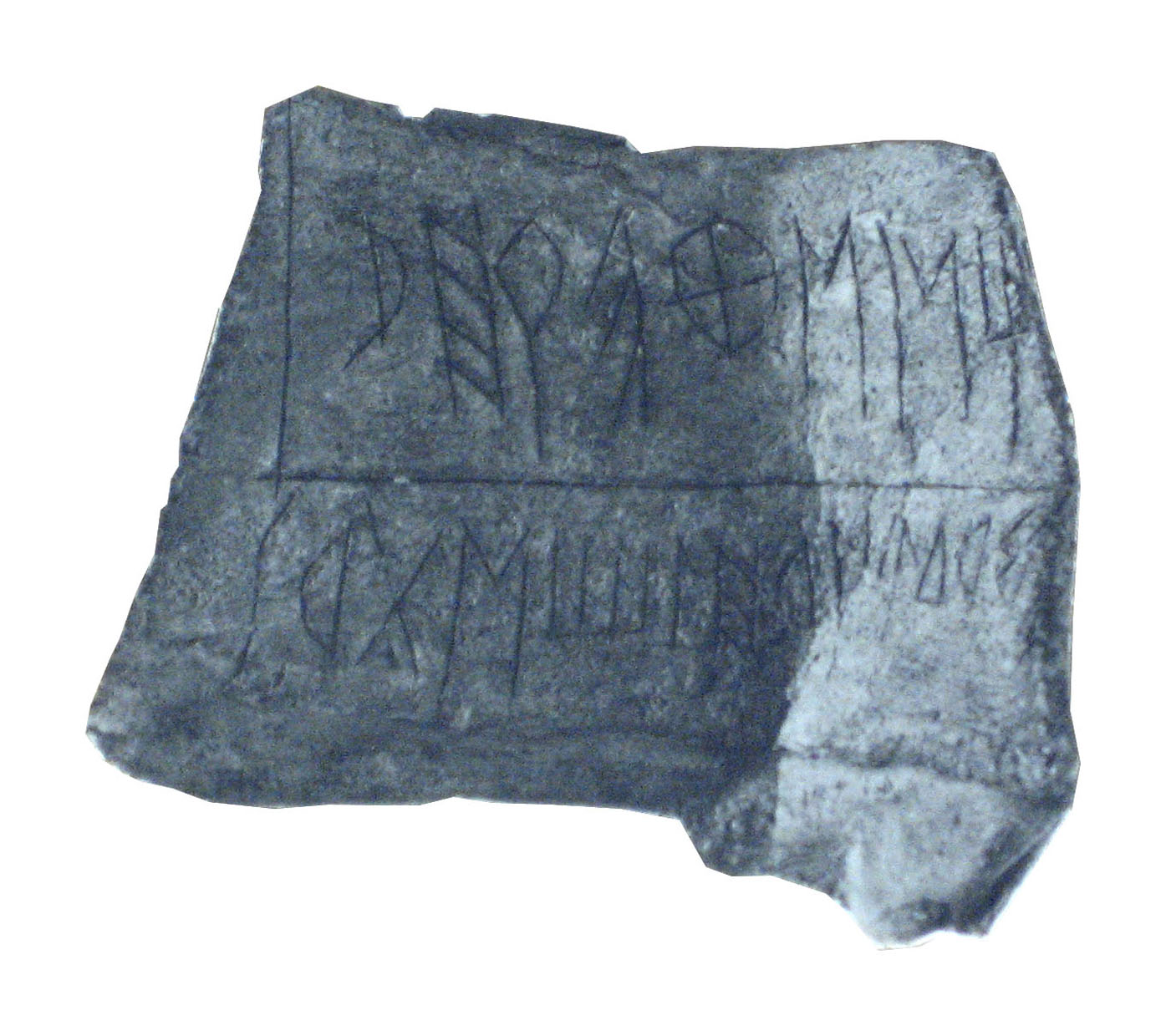
Plaqueta de plom de la penya del Moro que es conserva al MAC a Barcelona
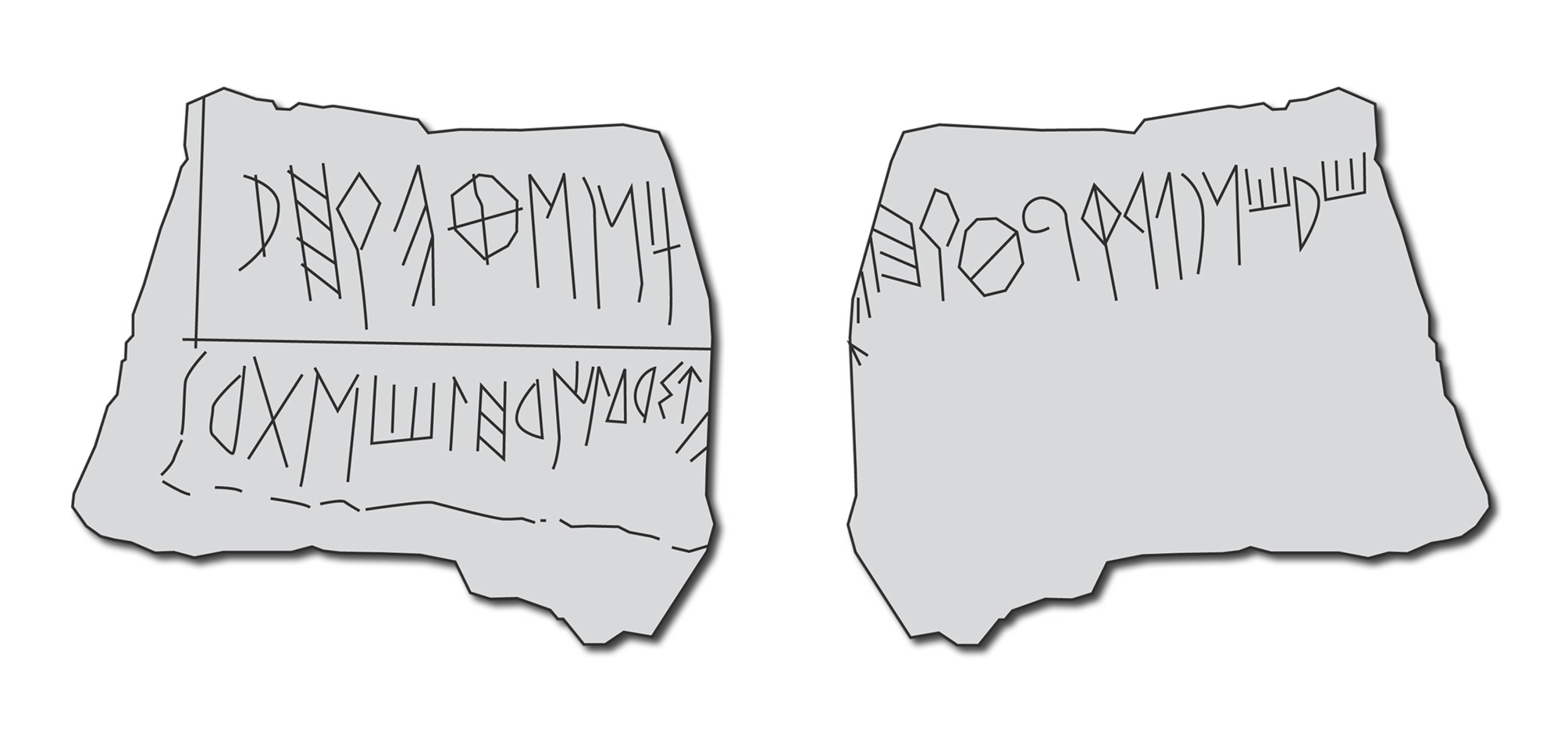
Imatge esquemàtica de les inscripcions

Tot i que es pot desxifrar l'alfabet ibèric, es desconeix el sentit del text, ja que encara no s'ha aconseguit traduir la llengua ibèrica. Nogensmenys, és molt probable que es tractés d'alguna qüestió relacionada amb el comerç. En tot cas, aquesta peça fa evident unes relacions comercials altament desenvolupades amb pobles prou llunyans. Un artefacte semblant es va trobar a la ciutat ibèrica d'Ullastret, però en tota la zona entre el Baix Empordà i la Plana Baixa és únic.

## La fortificació medieval

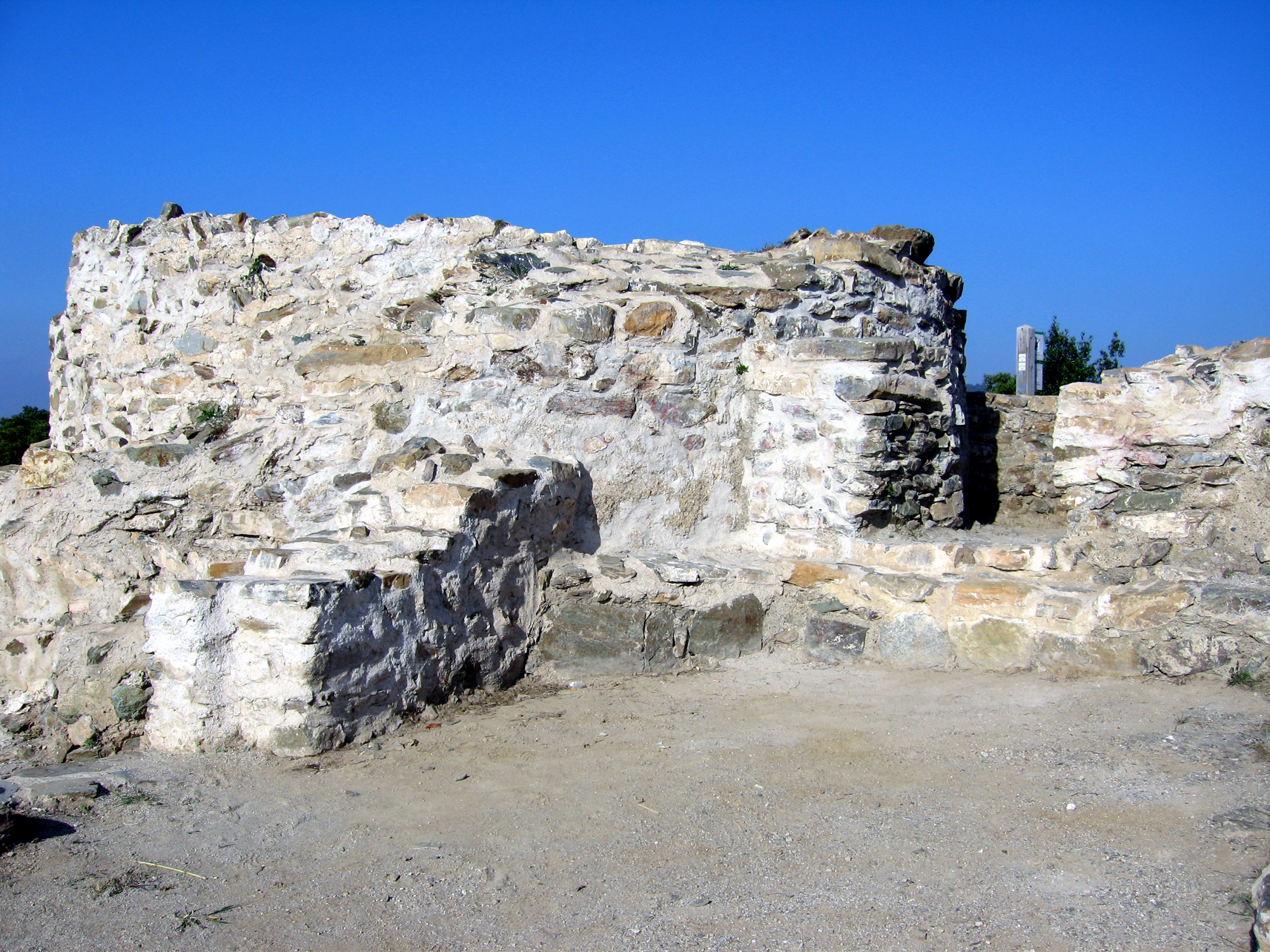
Muralles de la fortificació medieval

La fortificació construïda sobre les ruïnes de la torre ibèrica al punt més alt del turó té una forma circular amb un diàmetre de 3,9 m i murs amb un gruix d'1 m, que més tard es van reforçar amb un altre cos intern. Sembla formar part d'una xarxa de torres de guaita i defensa construïdes per controlar el riu Llobregat —un dels més importants de l'àrea– i el camí que corria per la seva vall.
Encara que al principi es parlava d'una torre, les excavacions arqueològiques dutes a terme l'any 2002 van revelar una estructura més àmplia amb 3 espais addicionals circumdats per una muralla, que van portar a la requalificació del jaciment com a castell.
Sobre l'origen de la fortificació i el topònim torre del Moro no hi ha dades definitives. La teoria és que es tracta d'una fortificació del segle x, quan el Llobregat va ser la frontera entre l'Imperi Carolingi i les terres sota control musulmà. La primera documentació de la torre data del segle xiv, quan el lloc encara s'anomenava puig Castellar.
Pel que sembla, les restes del castell es van dinamitar en el segle xviii, sense que es coneguin les raons d'aquesta destrucció.

## Protecció
Els jaciments arqueològics de la penya del Moro estan sota la protecció de la declaració genèrica del decret del 22 d'abril de 1949 i la llei 16/1985 sobre el patrimoni històric espanyol.
Per a protegir les estructures descobertes al llarg de les excavacions, es van tapar de nou amb terra una vegada analitzades i documentades. Només els murs perimetrals de dos habitatges i el basament de la torre —restaurats l'any 2002— són visibles avui en dia.